# Rəvan Futbol Klubu
Il Ravan Baku FC (nome completo Rəvan Futbol Klubu) è una società calcistica azera con sede nella città di Baku. Milita nella Premyer Liqası, la massima divisione del campionato azero. Il club, con sede a Baku, è stato fondato nel 2009 dall'allora e attuale presidente Mushfig Safiyev. Gioca le proprie partite interne al Bayil Stadium di Baku.

## Organico

### Rosa 2012-2013
Rosa, numerazione e ruoli, tratti dal profilo della squadra su Transfermarkt, sono aggiornati al 29 dicembre 2012.
| N. |                                 | Ruolo | Calciatore        |
| -- | ------------------------------- | ----- | ----------------- |
| 1  | Polonia (bandiera)              | P     | Łukasz Sapela     |
| 3  | Serbia (bandiera)               | D     | Milos Zecevic     |
| 4  | Bosnia ed Erzegovina (bandiera) | D     | Ekrem Hodzic      |
| 5  | Moldavia (bandiera)             | D     | Nicolae Orlovschi |
| 7  | Azerbaigian (bandiera)          | C     | Elvin Musazade    |
| 8  | Azerbaigian (bandiera)          | C     | Tural Akhundov    |
| 10 | Serbia (bandiera)               | A     | Nemanja Vidakovic |
| 11 | Sierra Leone (bandiera)         | A     | Sheriff Suma      |
| 12 | Azerbaigian (bandiera)          | P     | Davud Karimi      |
| 13 | Azerbaigian (bandiera)          | D     | Shahriyar Rahimov |
| 14 | Argentina (bandiera)            | A     | Juan Varea        |
| 15 | Azerbaigian (bandiera)          | C     | Tural Cəlilov     |
| 16 | Azerbaigian (bandiera)          | D     | Orkhan Lalayev    |

| N. |                         | Ruolo | Calciatore      |
| -- | ----------------------- | ----- | --------------- |
| 17 | Azerbaigian (bandiera)  | A     | Emin Ibrahimov  |
| 18 | Sierra Leone (bandiera) | A     | Samuel Barlay   |
| 19 | Azerbaigian (bandiera)  | A     | Huseyn Akhundov |
| 20 | Argentina (bandiera)    | C     | Cristián Torres |
| 22 | Azerbaigian (bandiera)  | C     | Tofig Mikayilov |
| 23 | Sierra Leone (bandiera) | A     | Sallieu Bundu   |
| 27 | Azerbaigian (bandiera)  | A     | Nuran Qurbanov  |
| 28 | Azerbaigian (bandiera)  | C     | Amit Quluzadə   |
| 33 | Ghana (bandiera)        | C     | Francis Bossman |
|    | Azerbaigian (bandiera)  | D     | Sabuhi Hasanov  |
|    | Azerbaigian (bandiera)  | D     | Farrukh Rahimov |
|    | Azerbaigian (bandiera)  | D     | Rüfat Jalilov   |
|    | Azerbaigian (bandiera)  | C     | Vusal Garayev   |

## Cronistoria Allenatori
- Vladislav Kadyrov (2010-2011)
- Bahman Hasanov (2011)
- Vladislav Kadyrov (2011-2012)
- Bahman Hasanov (2012)
- Cevat Güler (2012)
- Kemal Alispahić (Settembre 2012)
- Ramil Aliyev (2012-ora)

## Palmarès

### Altri piazzamenti
- Coppa d'Azerbaigian:

Semifinalista: 2013-2014
- Birinci Divizionu:

Secondo posto: 2010-2011